# Pirawski
Pirawski (Nałęcz Zawiniony) – polski herb szlachecki, odmiana herbu szlacheckiego Nałęcz.

## Opis herbu
W polu czerwonym nałęczka srebrna między trzema gwiazdami złotymi; jedną na górze, dwiema w pas po obu stronach nawiązania.
Klejnot: Panna w sukni błękitnej, z nałęczką na głowie, między dwoma rogami jelenimi, których się trzyma.
Labry: Czerwone, podbite srebrem.

## Najwcześniejsze wzmianki
Panegiryk Tomasza Pirawskiego, biskupa nikopolskiego, biskupa pomocniczego i oficjała lwowskiego z XVII wieku.

## Herbowni
Pirawski.